# Gais 1994
Fotbollsklubben Gais spelade säsongen 1994 i division I södra, där man slutade sexa. I Svenska cupen 1994/1995 åkte man ut redan i första omgången. Klubben firade detta år även sitt hundraårsjubileum.
Nyförvärvet Michael Nymoen blev intern skyttekung med sina nio mål, medan Stefan Martinsen blev årets Hedersmakrill.

## Inför säsongen
Gais hade säsongen 1993 bara slutat femma i division I södra efter att 1992 ha åkt ur Allsvenskan. Inför säsongen tappade man bland andra den finländske landslagsmannen Erik Holmgren, som återvände till hemlandet, och Martin Folin, som varvade ner i IF Väster. I stället kom namn som Robert Fernandez (lillebror till Lallo), Michael Nymoen, Mårten Jonsson och Edmond Lutaj in. Det var stökigt i organisationen; på årsmötet i februari avgick hela styrelsen men röstades under samma årsmöte tillbaka. Den 11 mars firade klubben sitt hundraårsjubileum på klassiska nattklubben Yaki-Da (Trädgårdsföreningen) i Göteborg.

## Division I södra
Efter en svag säsong slutade Gais sexa i tabellen, långt efter seriesegrarna Örgryte IS. Gais var fortfarande i ett dystert ekonomiskt läge; klubben hade korta skulder på nästan tre miljoner kronor, och Göteborgs kommun gick i borgen för klubben för att den skulle överleva.

### Tabell
| Nr | Lag                 | S  | V  | O  | F  | GM | IM | MS  | P  |
| -- | ------------------- | -- | -- | -- | -- | -- | -- | --- | -- |
| 1  | Örgryte IS (N)      | 26 | 17 | 4  | 5  | 50 | 13 | +37 | 55 |
| 2  | Kalmar FF           | 26 | 17 | 3  | 6  | 47 | 22 | +25 | 54 |
| 3  | IFK Hässleholm      | 26 | 14 | 7  | 5  | 58 | 39 | +19 | 49 |
| 4  | IF Elfsborg         | 26 | 14 | 4  | 8  | 45 | 32 | +13 | 46 |
| 5  | IK Oddevold         | 26 | 13 | 4  | 9  | 56 | 41 | +15 | 43 |
| 6  | Gais                | 26 | 11 | 9  | 6  | 42 | 32 | +10 | 42 |
| 7  | Ljungskile SK (U)   | 26 | 11 | 3  | 12 | 40 | 35 | +5  | 36 |
| 8  | Gunnilse IS         | 26 | 8  | 9  | 9  | 27 | 33 | −6  | 33 |
| 9  | Stenungsunds IF (U) | 26 | 9  | 4  | 13 | 40 | 41 | −1  | 31 |
| 10 | BK Forward          | 26 | 7  | 10 | 9  | 27 | 33 | −6  | 31 |
| 11 | Jonsereds IF        | 26 | 8  | 3  | 15 | 35 | 53 | −18 | 27 |
| 12 | Karlskrona AIF (U)  | 26 | 7  | 5  | 14 | 28 | 55 | −27 | 26 |
| 13 | IK Sleipner (U)     | 26 | 7  | 3  | 16 | 36 | 71 | −35 | 24 |
| 14 | Lunds BK            | 26 | 3  | 4  | 19 | 27 | 58 | −31 | 13 |

### Matcher
| Lag             | Hemma | Borta |
| --------------- | ----- | ----- |
| Örgryte IS      | 1–4   | 0–0   |
| Kalmar FF       | 0–2   | 0–0   |
| IFK Hässleholm  | 0–0   | 2–2   |
| IF Elfsborg     | 0–1   | 2–1   |
| IK Oddevold     | 2–2   | 2–1   |
| Ljungskile SK   | 0–2   | 1–1   |
| Gunnilse IS     | 0–0   | 1–1   |
| Stenungsunds IF | 1–0   | 3–5   |
| BK Forward      | 1–0   | 0–0   |
| Jonsereds IF    | 4–1   | 2–3   |
| Karlskrona AIF  | 1–0   | 3–1   |
| IK Sleipner     | 3–1   | 4–1   |
| Lunds BK        | 2–1   | 6–2   |

### Spelarstatistik
| Spelare              | Matcher | Mål |
| -------------------- | ------- | --- |
| Sören Järelöv (mv)   | 26      | 0   |
| Robert Fernandez     | 25      | 1   |
| Michael Nymoen       | 25      | 9   |
| Lars Ternström       | 24      | 0   |
| Stefan Martinsen     | 23      | 7   |
| Mårten Jonsson       | 23      | 0   |
| Jethro Jackson       | 22      | 3   |
| Peter Norén          | 21      | 8   |
| Tinos Lappas         | 21      | 0   |
| Dieter Nilsson       | 20      | 2   |
| Anders Björk         | 19      | 0   |
| Edmond Lutaj         | 18      | 6   |
| Thomas Hallberg      | 13      | 1   |
| Anders Rödin         | 12      | 0   |
| Tomas Jönsson        | 9       | 0   |
| Anders Kiel          | 8       | 4   |
| Glenn Hysén          | 6       | 0   |
| Christofer Andersson | 5       | 0   |
| Marcello Stoinic     | 3       | 0   |
| Benjamin Westman     | 3       | 0   |
| Johan Flykt-Rosén    | 3       | 0   |
| Denis Pavlovic       | 2       | 0   |
| Zoran Bulatovic      | 1       | 0   |

## Svenska cupen
Gais gick in i Svenska cupen i första omgången. Man ställdes där mot Falkenbergs FF, som den 26 juni 1994 hemmavann med 3–1.

### Webbkällor
- ”Historik 1994”. gais.nu. https://gais.nu/historik/historik/sfs/h94.htm. Läst 1 augusti 2024.